# Archimedes-szám
Az Archimedes-számot, Ar (nem összetévesztendő az Archimedesi konstansnak is nevezett π-vel) Arkhimédészről, az ókori görög tudósról nevezték el, és a sűrűségkülönbség hatására létrejövő folyadékmozgások jellemzésére használják. Dimenziómentes szám, melyet a nehézségi erő és a belső súrlódási erő arányaként definiálnak a következőképp:
{\displaystyle {\rm {Ar}}={\frac {gL^{3}\rho _{\ell }(\rho -\rho _{\ell })}{\mu ^{2}}}}
ahol:
- g: a gravitációs gyorsulás, {\displaystyle {\rm {9,81kg/m^{2}}}}
- ρl: a folyadék sűrűsége, {\displaystyle {\rm {kg/m^{3}}}}
- ρ: a szilárd test sűrűsége,  {\displaystyle {\rm {kg/m^{3}}}}
- μ: a dinamikai viszkozitás,  {\displaystyle {\rm {kg/ms}}}
- L: a szilárd test karakterisztikus hossza, {\displaystyle {\rm {m}}}

Folyadékok (esetleg kevert) konvekciójának vizsgálata során az Archimedes-szám a szabad- és kényszerkonvekció relatív erősségét jellemzi. Ha Ar >> 1, akkor a természetes konvekció hatása az uralkodó, vagyis a kisebb sűrűségű testek felemelkednek, a nagyobb sűrűségű testek lesüllyednek, ha viszont Ar <<1, akkor a kényszerkonvekció dominál.
Ha a sűrűségkülönbséget hőátadás okozza (például melegítjük a folyadékot, ami hőmérséklet-különbséget idéz elő a folyadék különböző pontjai között), akkor a következőt írhatjuk:
{\displaystyle {\frac {\rho -\rho _{0}}{\rho _{0}}}=\beta \left(T_{0}-T\right)}
ahol:
- {\displaystyle \beta }: a köbös hőtágulási tényező, {\displaystyle {\rm {K^{-1}}}}
- T: a hőmérséklet, K
- a 0 index egy, a folyadékban lévő vonatkoztatási pontra utal

Ily módon a Grashof-számot kapjuk. Az Archimedes- és a Grashof-szám egyenértékű, de míg az előbbi az anyagi minőség, az utóbbi a hőátadás okozta sűrűségkülönbség leírására alkalmasabb. Az Archimedes-szám kapcsolatban áll a Richardson-számmal és a Reynolds-számmal:
{\displaystyle {\rm {Ar}}={\rm {Ri}}{\rm {Re^{2}}}}